# DI Гидры
DI Гидры (лат. DI Hydrae) — тройная звезда в созвездии Гидры на расстоянии приблизительно 3478 световых лет (около 1066 парсек) от Солнца.
Пара первого и второго компонентов — двойная затменная переменная звезда типа Алголя (EA). Фотографическая звёздная величина звезды — от +12m до +11m. Орбитальный период — около 0,6147 суток (14,753 часа).
Открыта Куно Хофмейстером в 1932 году*.

## Характеристики
Первый компонент — жёлто-белая звезда спектрального класса A6:, или F0. Масса — около 1,6 солнечной, радиус — около 1,613 солнечного, светимость — около 6,669 солнечной. Эффективная температура — около 7300 K.
Второй компонент — жёлтая звезда спектрального класса G8IV. Масса — около 0,67 солнечной, радиус — около 1,195 солнечного, светимость — около 0,551 солнечной. Эффективная температура — около 4548 K.
Третий компонент. Масса — не менее 1,01 солнечной. Орбитальный период — около 1,46 года. Удалён на не более, чем 1,57 а.е..